# Maranathakerk (Dinteloord)
De Maranathakerk is een kerk van de Gereformeerde Gemeente aan de Prins Florisstraat in het Noord-Brabantse dorp Dinteloord. Het is een van de vijf protestantse kerken in het dorp, dat nog geen 6.000 inwoners telt.

## Geschiedenis
In 1953 vond er een scheuring plaats, waarbij de kerkenraad besloot zich van de Gereformeerde Gemeenten af te splitsen en zich aan te sluiten bij de Gereformeerde Gemeenten in Nederland. Omdat de kerkenraad eigenaar van het kerkgebouw uit 1930 aan de Wilhelminaweg was, hadden de overige leden van de Gereformeerde Gemeente geen onderdak meer. Deze leden hebben sinds 1982 een nieuw kerkgebouw, waarvan de bouwkosten in twintig jaar afgelost werden. Het orgel werd in mei 1984 in gebruik genomen en werd in 2018 gerenoveerd door orgelbouwer Jan van den Heuvel.
Omdat de gemeente ongeveer 130 leden telt en dus relatief klein is, heeft zij geen eigen predikant. De twee ouderlingen lezen beurtelings de preek voor. Iedere zondag is er een ochtend- en avonddienst.